# Billbergia rupestris
Billbergia rupestris är en gräsväxtart som beskrevs av Lyman Bradford Smith. Billbergia rupestris ingår i släktet Billbergia och familjen Bromeliaceae. Inga underarter finns listade i Catalogue of Life.